# Guido Baumann
Guido Baumann (* 15. Januar 1926 in Romanshorn; † 23. Dezember 1992 in München) war ein Schweizer Journalist.

## Leben
Guido Baumann studierte  Germanistik, Anglistik und Theaterwissenschaft. Danach debütierte er 1958 erfolglos als Quizmaster mit der Sendung Hart auf Hart. Er war von 1957 bis 1962 beim WDR und von 1962 bis 1964 beim BR beschäftigt. 1969 übernahm er die Leitung der Unterhaltungsabteilung bei Radio Zürich innerhalb der SRG. 1973 stieg er zum Unterhaltungschef des deutschsprachigen Schweizer Fernsehens auf.
Seine grösste Popularität erwarb sich Guido Baumann als «Ratefuchs» im Ratespiel Was bin ich?, bei dem er oft schon nach wenigen Antworten des Gastes dessen berufliche Tätigkeit erriet. Das gesamte Rateteam erhielt 1967 die Goldene Kamera. Nach dem Tod des Moderators Robert Lembke im Jahr 1989 versuchte Baumann, das Konzept unter dem Titel Heiter weiter bei SAT 1 weiterzuführen, was aber misslang.
Erfolgreich war er als Fernsehmoderator mit dem Quiz Sag die Wahrheit in den 1960er und 1970er Jahren, ebenso mit seiner Tätigkeit als Autor und Mitproduzent der von Dietmar Schönherr und dessen Frau Vivi Bach präsentierten Samstagabend-Unterhaltungssendung Wünsch Dir was, die Anfang der 1970er Jahre in Deutschland, Österreich und der Schweiz gezeigt wurde.
Baumann war dreimal verheiratet. Er starb im Alter von 66 Jahren an den Folgen von Leberkrebs.

## Filmografie
Als Autor:
- 1961: Napoleon für drei Tage
- 1965: Evergreens: Melodien, die ewig jung bleiben
- 1965: Bekannte Namen im Examen
- 1968: Professor Columbus

Als Darsteller: 
- 1966: Sperrbezirk
- 1966: Eine kleine Harmonielehre
- 1969: Ich bin ein Elefant, Madame
- 1971: Professor Sound und die Pille – Die unwahrscheinliche Geschichte einer Erfindung
- 1971: Glückspilze
- 1976: Klimbim; Folge 18 (Comedy-Fernsehserie)
- 1979: Traumschiff nach Casablanca
- 1983: Die wilden Fünfziger
- 1984: Blaubart